# نيت باركر
نيت باركر (بالإنجليزية: Nate Parker)‏ مواليد 18 نوفمبر 1979 في نورفولك، فيرجينيا، الولايات المتحدة، هو ممثل أمريكي بدأ مسيرته الفنية عام 2004.

## الأعمال
- الذيول الحمراء
- بلا توقف
- ولادة أمة (فيلم 2016)

## وصلات خارجية
- نيت باركر على موقع IMDb (الإنجليزية)
- نيت باركر على موقع روتن توميتوز (الإنجليزية)
- نيت باركر على موقع ألو سيني (الفرنسية)
- نيت باركر على موقع أول موفي (الإنجليزية)
- نيت باركر على موقع قاعدة بيانات الأفلام السويدية (السويدية)
- نيت باركر على موقع قاعدة بيانات الفيلم (الإنجليزية)
- نيت باركر على موقع كينوبويسك (الروسية)